# 野田バイパス
野田バイパス（のだバイパス）は青森県東津軽郡外ヶ浜町平舘野田から東津軽郡外ヶ浜町平舘石崎に至る国道280号のバイパス道路である。

## 概要
- 起点：東津軽郡外ヶ浜町平舘野田
- 起点：東津軽郡外ヶ浜町平舘石崎
- 延長：6.66 km
- 標準幅員：16.5 m（車道3.25 m〈2車線〉、路肩1.5 m〈両側〉、歩道3.5 m〈両側〉）

防雪柵が設けられている。
- 事業期間：1987年度 - 2001年度（1993年度一部供用開始）
- 事業費：約39億円

## 歴史
- 1993年度（平成5年度）：東津軽郡平舘村野田 - 根岸1.0 kmで供用開始。
- 2000年度（平成12年度）：東津軽郡平舘村根岸 - 平舘2.7 kmが供用開始。
- 2001年（平成13年）11月13日：東津軽郡平舘村平舘 - 石崎2.94 kmが供用開始し、完成供用。